# Rob Niedermayer
Robert W. Niedermayer Jr. (Cassiar, Brit Columbia, Kanada, 1974. december 28. –) jégkorongozó. Testvére Scott Niedermayer és unokatestvére Jason Strudwick szintén profi játékosok.

## Játékos pályafutás
Niedermayert a Florida Panthers választotta ki az 1993-as NHL-drafton. Ekkor a Medicine Hat Tigersben a WHL-ben szereplő jégkorongcsapatában játszott. A következő szezonban azonnal játéklehetőséget kapott a floridai csapatban. Az 1995–1996-os  szezonban szerezte eddigi pályafutása során a legtöbb gólt, gólpasszt és pontot. A rájátszásban a Florida a döntőig menetelt, ahol a Colorado Avalanche 4-0-lal győzte le őket. 2001 nyarán a Calgary Flames csapatához került, ahonnan Mighty Ducks of Anaheim csapatához igazolt, mellyel 2002–2003-as szezonban újra a Stanley-kupa döntőjébe jutott, de ismét vereséget szenvedett ezúttal testvére csapatától a New Jersey Devilstől. A 2004–2005-ös NHL-lockout alatt Jason Strudwickkal együtt néhány mérkőzésre Magyarországra a Ferencváros csapatába igazolt, amely a csapatra irányította a média figyelmét és jelentősen megnövelte a szurkolói érdeklődést is. 2005 nyarán Scott Niedermayer is a Mighty Ducks csapatához szerződött, így a fivérek egy csapatban játszhattak tovább, nem eredménytelenül. A 2006–2007-es szezonban, a már Anaheim Ducks néven szereplő gárda megnyerte a Stanley-kupát.

## Karrier statisztika
| 1990–1991       | Medicine Hat Tigers     | WHL             | 71   | 24  | 26  | 50  | 8   | 12  | 3  | 7  | 10 | 2   |
| 1991–1992       | Medicine Hat Tigers     | WHL             | 71   | 32  | 46  | 78  | 77  | 4   | 2  | 3  | 5  | 2   |
| 1992–1993       | Medicine Hat Tigers     | WHL             | 52   | 43  | 34  | 77  | 67  | —   | —  | —  | —  | —   |
| 1993–1994       | Florida Panthers        | NHL             | 65   | 9   | 17  | 26  | 51  | —   | —  | —  | —  | —   |
| 1994–1995       | Medicine Hat Tigers     | WHL             | 13   | 9   | 15  | 24  | 14  | —   | —  | —  | —  | —   |
| 1994–1995       | Florida Panthers        | NHL             | 48   | 4   | 6   | 10  | 36  | —   | —  | —  | —  | —   |
| 1995–1996       | Florida Panthers        | NHL             | 82   | 26  | 35  | 61  | 107 | 22  | 5  | 3  | 8  | 12  |
| 1996–1997       | Florida Panthers        | NHL             | 60   | 14  | 24  | 38  | 54  | 5   | 2  | 1  | 3  | 6   |
| 1997–1998       | Florida Panthers        | NHL             | 33   | 8   | 7   | 15  | 41  | —   | —  | —  | —  | —   |
| 1998–1999       | Florida Panthers        | NHL             | 82   | 18  | 33  | 51  | 50  | —   | —  | —  | —  | —   |
| 1999–2000       | Florida Panthers        | NHL             | 81   | 10  | 23  | 33  | 46  | —   | —  | —  | —  | —   |
| 2000–2001       | Florida Panthers        | NHL             | 67   | 12  | 20  | 32  | 50  | 4   | 1  | 0  | 1  | 6   |
| 2001–2002       | Calgary Flames          | NHL             | 57   | 6   | 14  | 20  | 49  | —   | —  | —  | —  | —   |
| 2002–2003       | Calgary Flames          | NHL             | 54   | 8   | 10  | 18  | 42  | —   | —  | —  | —  | —   |
| 2002–2003       | Mighty Ducks of Anaheim | NHL             | 12   | 2   | 2   | 4   | 15  | 21  | 3  | 7  | 10 | 18  |
| 2003–2004       | Mighty Ducks of Anaheim | NHL             | 55   | 12  | 16  | 28  | 34  | —   | —  | —  | —  | —   |
| 2004–2005       | Ferencvárosi TC         | HUN             | 5    | 2   | 1   | 3   | 14  | —   | —  | —  | —  | —   |
| 2005–2006       | Anaheim Ducks           | NHL             | 76   | 15  | 24  | 39  | 89  | 16  | 1  | 3  | 4  | 10  |
| 2006–2007       | Anaheim Ducks           | NHL             | 82   | 5   | 11  | 16  | 77  | 21  | 5  | 5  | 10 | 39  |
| 2007–2008       | Anaheim Ducks           | NHL             | 78   | 8   | 8   | 16  | 54  | 2   | 0  | 0  | 0  | 0   |
| 2008–2009       | Anaheim Ducks           | NHL             | 79   | 14  | 7   | 21  | 42  | 13  | 0  | 3  | 3  | 12  |
| 2009–2010       | New Jersey Devils       | NHL             | 71   | 10  | 12  | 22  | 45  | 5   | 0  | 0  | 0  | 6   |
| 2010–2011       | Buffalo Sabres          | NHL             | 71   | 5   | 14  | 19  | 22  | 7   | 1  | 3  | 4  | 2   |
| NHL összesített | NHL összesített         | NHL összesített | 1153 | 186 | 283 | 469 | 904 | 116 | 18 | 25 | 43 | 111 |